# 张玺恩
张玺恩（1925年—2010年），辽宁人。中华人民共和国编辑。

## 生平
1953年，调入人民教育出版社任数学室编辑，参加了中国第一部中学数学教学大纲的制定，后任人民教育出版社副总编辑、副社长、党委书记等职。2010年去世。